# Gymnopis syntrema
Gymnopis syntrema är en groddjursart som först beskrevs av Cope 1866.  Gymnopis syntrema ingår i släktet Gymnopis och familjen Caeciliidae. IUCN kategoriserar arten globalt som otillräckligt studerad. Inga underarter finns listade i Catalogue of Life.